# Дебаркадер
Дебарка́дер (фр. débarcadère, от débarquer — выгружать, высаживать на берег) — элемент транспортной или складской инфраструктуры, предназначенный для непосредственной перегрузки (выгрузки или погрузки) пассажиров и грузов, а также размещения специального оборудования и помещений, предназначенных для организации погрузочно-разгрузочных работ.
Применяется на водном, железнодорожном и автомобильном транспорте, а также в складской логистике. Основное назначение дебаркадера обусловлено необходимостью выравнивания уровней грузовой площадки неподвижного элемента транспортной инфраструктуры и уровня погрузочной площадки (палубы, пола вагона, пола кузова грузовика) транспортного средства, а также защита груза, пассажиров и работников от атмосферных осадков.
Может представлять собой:
- часть обычно крытой пассажирской платформы железнодорожного вокзала или пристани. В XIX веке для обозначения такой платформы также использовалось слово амбаркадер.
- часть склада, поднятую до уровня погрузочной высоты (пола) транспортных средств (железнодорожных вагонов или грузовых автомобилей).

## Причальное сооружение
Дебаркадер — плавучий объект (плавучая пристань) с надстройкой или без неё, используемый в качестве причального сооружения, стационарно установленный у берега (обычно в речном порту) и предназначенный для стоянки судов, а также любой обособленный элемент (стационарный или плавучий) портовой (причальной) инфраструктуры, имеющий грузовую площадку и вынесенный за пределы причальной (береговой) линии.

### Мобильный дебаркадер
Мобильные (плавучие) дебаркадеры — сооружения, обладающие постоянной плавучестью, местонахождение которых может быть изменено при помощи буксира, а на выбранном месте дебаркадер фиксируется при помощи причальных приспособлений и устройств — лебёдок, канатов, кнехтов, якорей и др. — являются разновидностью несамоходных судов с бетонным или металлическим корпусом. Производство плавучих дебаркадеров осуществляется на специализированных судостроительных предприятиях, имеющих лицензию и сертификат соответствующего морского или речного регистра.
Дебаркадер представляет собой плавучую пристань, причальное сооружение в виде стоечного судна или понтон для причаливания к ним судов.
Главными достоинствами плавучего дебаркадера являются его мобильность, а также возможность отслеживания таким сооружением гидрографического режима — дебаркадер всплывает при подъёме уровня воды (например, при паводке или приливе). Недостатком плавучего дебаркадера является необходимость соблюдать требования эксплуатации, характерные для несамоходных судов, находящихся у причала. Существует риск потери или повреждения плавучего дебаркадера в результате нарушения правил эксплуатации или стихийных бедствий (отрыв и снос течением, выбрасывание на берег и т. д.). Существуют также определённые трудности с энергоснабжением и подачей рабочих жидкостей на такие сооружения, поскольку при монтаже кабелей и трубопроводов необходимо учитывать возможность изменений положения дебаркадера, связанных с изменениями уровня воды.
В общем случае дебаркадер состоит из понтона (основания) и надстройки, а также рампы и сходней. Может использоваться как речной вокзал, заправочная станция, плавцех или плавзавод. Надстройка может быть однопалубной — однодечный дебаркадер, или двухпалубной — двухдечный дебаркадер.
Понтон, как правило, железобетонный, имеющий форму параллелепипеда. Зачастую на дебаркадерах размещаются кафе, рестораны или даже офисы, также на дебаркадерах могут размещаться специализированные объекты транспортной или оборонной инфраструктуры (например плавказарма, гостиница или общежитие, заправочная станция для средств водного транспорта, элеваторы, шнеки, скипы и иное погрузочно-разгрузочное оборудование).
К проектированию, изготовлению и эксплуатации мобильных (плавучих) дебаркадеров предъявляются требования, предусмотренные морским или речным регистром места приписки, включая технический надзор, приёмку, испытания и постановку на учёт, а также регулярные освидетельствования технического состояния, как для специального вида судна. К стационарным дебаркадерам предъявляются требования как к обычным строительным конструкциям данного типа, в соответствии с проектной документацией.
В Советском Союзе широкое распространение получили дебаркадеры из бетона, строительство которых велось с 1925 года. До Великой Отечественной войны в Советском Союзе было разработано около двадцати видов бетонных дебаркадеров различного назначения — пассажирских, грузо-пассажирских, грузовых. До войны конструкции дебаркадеров имели индивидуальный характер. После войны были разработаны стандартные типы бетонных дебаркадеров и плавпирсов, строительство которых стало вестись крупными сериями, а их производство было также налажено в Финляндии и ГДР. До 1957 года корпус делался монолитным, с 1957 года железобетонные дебаркадеры стали строить сборно-монолитными и сборными.
Надстройки бетонных дебаркадеров были деревянными.
- Дебаркадер на Волхове, 1860-е годы
- Дебаркадер ДМ-21 в порту Якутска
- Дебаркадер в Краснослободске, Волгоградская область

### Стационарный дебаркадер
Стационарные дебаркадеры — неплавучие сооружения, неразрывно связанные с берегом, дном или иными причальными сооружениями — разновидность причальных портовых гидротехнических сооружений — пирса или причальной стенки, могут возводиться как на месте методом монолитного бетонирования, так и крупноузловым методом с последующей доставкой элементов к месту установки и сборки. Последний метод наиболее выгоден при устройстве дебаркадеров в удалённых местностях, поскольку позволяет проводить монтаж на берегу, в месте, где его возведение наиболее удобно с точки зрения логистики и существует возможность проводить бетонные работы без использования водолазов и специальных марок бетона, применяемых в гидротехнических сооружениях, монтируемых (возводимых) в водной среде, что позволяет снизить стоимость не менее чем на 30 %. К месту сборки секции дебаркадера могут доставляться на понтоне, а если форма и плавучесть позволяют, то буксировкой непосредственно самого элемента, с последующим монтажом с использованием крана и/или притапливанием по месту. Недостатком крупноузловой сборки является необходимость наличия в большинстве случаев на месте производства и сборки мощной подъёмной техники (плавучих или стационарных портовых кранов, домкратов и т. д.).

## На железной дороге
Дебаркадер на железной дороге — это часть обычно крытой пассажирской или грузовой платформы (крытый зал над железнодорожными путями и перронами). Крытая грузовая платформа для погрузки-выгрузки (перегрузки) и маневрирования средств механизации погрузочных работ (тележек, электрокаров) оборудуется усиленным освещением и в отдельных случаях электроталью, лебёдкой, краном, рольгангами, наклонными пандусами и/или грузовыми лифтами и подъёмными платформами и т. д.
Дебаркадером могло называться и общее перекрытие железнодорожного вокзала над несколькими платформами — можно встретить выражения: «поезда подходили под дебаркадер», «поезда заходили под дебаркадер».

## Для автомобильного транспорта
Дебаркадер применяется в торговле при организации зоны загрузки в случае размещения магазина в жилом доме. Согласно пункту 3.7 СанПиН 2.1.2.2645-10 допускается загрузка материалов, продукции для помещений общественного назначения из закрытых дебаркадеров. На практике организация закрытого дебаркадера в жилом многоквартирном доме сводится к возведению некапитальных конструкций, непосредственно в которые и осуществляется загрузка материалов и продукции.